# 両手いっぱいのメモリー
「両手いっぱいのメモリー」（りょうていっぱいのメモリー）は、1988年2月26日にリリースされた、渡辺美奈代の7枚目のシングル。CBSソニーより発売された。

## 解説
- フジテレビ系ドラマ『藤子不二雄の夢カメラ』のエンディングテーマ(A面)と挿入歌(B面)であった。
- 中学一年当時の2年年上の先輩への自らの片思いの体験を作詞家に語って制作されたもので、どうにか相手の写真を手に入れたものの、親には見せられずにそのまま日記帳に挟んでおいたエピソードが、「♪アルバムにはれない写真を持ってますか? 今でも」に繋がっている。
- ライブDVD「Minayo Watanabe 25+2 Anniversary Live」のインタビューの中で、自分の楽曲の中で一番好きな曲だと語っている。
- 作詞・作曲は大場久美子の代表曲「スプリング・サンバ」を生み出したコンビである。
- B面の「グッバイBOY」は少しだけシチュエーションこそ変えているが、高校一年当時、毎朝の通学電車の中で見かけていた、よその男子校生への片思いと成就しなかった実体験に基づいて制作されていると語っている。[1]

## 収録曲
1. 両手いっぱいのメモリー（4:33）
  - 作詞: 小林和子、作曲: 和泉常寛、編曲: 中村哲
2. グッバイBOY（4:19）
  - 作詞: 佐藤純子、作曲: 和泉常寛、編曲: 中村哲

## 収録作品
CD
- KISS! KISS! KISS! -MINAYO WATANABE BEST-
- 渡辺美奈代ベスト・コレクション
- GOLDEN☆BEST 渡辺美奈代 SINGLES
- 渡辺美奈代 30th Anniversary Complete Singles Collection Disc 1 M-13/M-14
- 結成30周年記念CD-BOX シングルレコード復刻ニャンニャン Disc 87 ※オリジナカラオケ含む
- おニャン子クラブ(結成30周年記念) シングルレコード復刻ニャンニャン［通常盤］6 Disc 2 M-1/M-2